# Jets de Johnstown
Les Jets de Johnstown sont une équipe de hockey sur glace ayant joué dans la Ligue internationale de hockey (LIH) de 1953 en hockey sur glace à 1955 en hockey sur glace, dans l'Eastern Hockey League de 1955 en hockey sur glace à 1973 en hockey sur glace, et dans la North American Hockey League de 1973 en hockey sur glace à 1977 en hockey sur glace.

## Historique
La franchise s'illustre dans les années 1970 par un jeu très violent, qui inspire le film Slap Shot, les noms étant légèrement changé (devenus les Chiefs de Charlestown).
Le club est installé dans la ville de Johnstown (en Pennsylvanie) et est dissous en 1977 quand le principal commanditaire fait faillite. Le club est recréé sous le nom de Chiefs de Johnstown, en hommage au film, et un logo identique à celui de l'équipe imaginaire de Charlestown.
L'équipe joue dans la patinoire nommée Cambria County War Memorial de 4 000 places, utilisée pour le tournage de Slap Shot.

### Palmarès
- Vainqueur des séries éliminatoires de la North Americain Hockey League lors de la saison 1974-1975.
- Finaliste de la Coupe Turner de la LIH en 1953-1954.

## Joueurs ayant participé au film
Slap Shot a médiatisé certains joueurs de l'équipe. Parmi eux, on peut citer :
- Jeff Carlson : né le 20 juillet 1953 à Virginia (Minnesota), il joue le rôle de l'un des frères Hanson, Jeff.
- Steve Carlson : né le 26 août 1955 à Virginia (Minnesota), il joue le rôle de l'un des frères Hanson, Steve.
- David Hanson : né en 1954 à Cumberland (Wisconsin), défenseur des Jets, il joue le rôle du troisième frère Hanson, Jack.
- Guido Tenesi : né le 5 juillet 1953 à Détroit (Michigan), défenseur des Jets, il joue le rôle de Billy Charlebois, le défenseur canadien qui ne dit pas un mot de tout le film.